# Croix de cimetière de Moigné
La croix de cimetière de Rheu est un calvaire situé dans le bourg de Moigné, village de la commune du Rheu, dans le département français d'Ille-et-Vilaine, région Bretagne.

## Historique
La croix date du XVIe siècle et fait l’objet d’une inscription au titre des monuments historiques depuis le 25 février 1946.

## Architecture
Cette croix est de section carrée, montée sur un fût octogonal de trois pierres en granit.
Sur la face est se trouve un Christ en croix. Sur la face ouest, un cœur est sculpté au sommet de la croix.

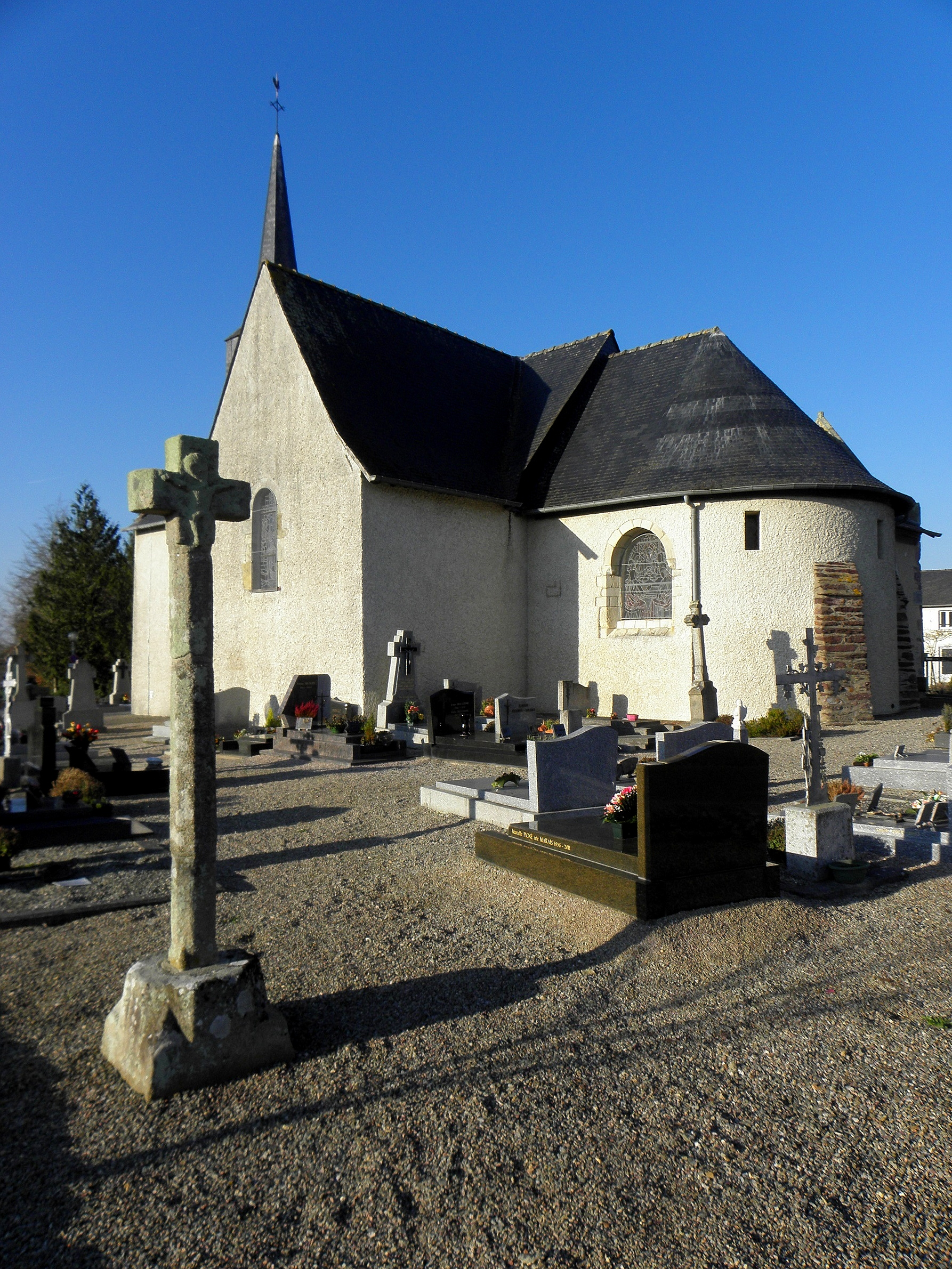
Croix devant l'église Saint-Melaine de Moigné
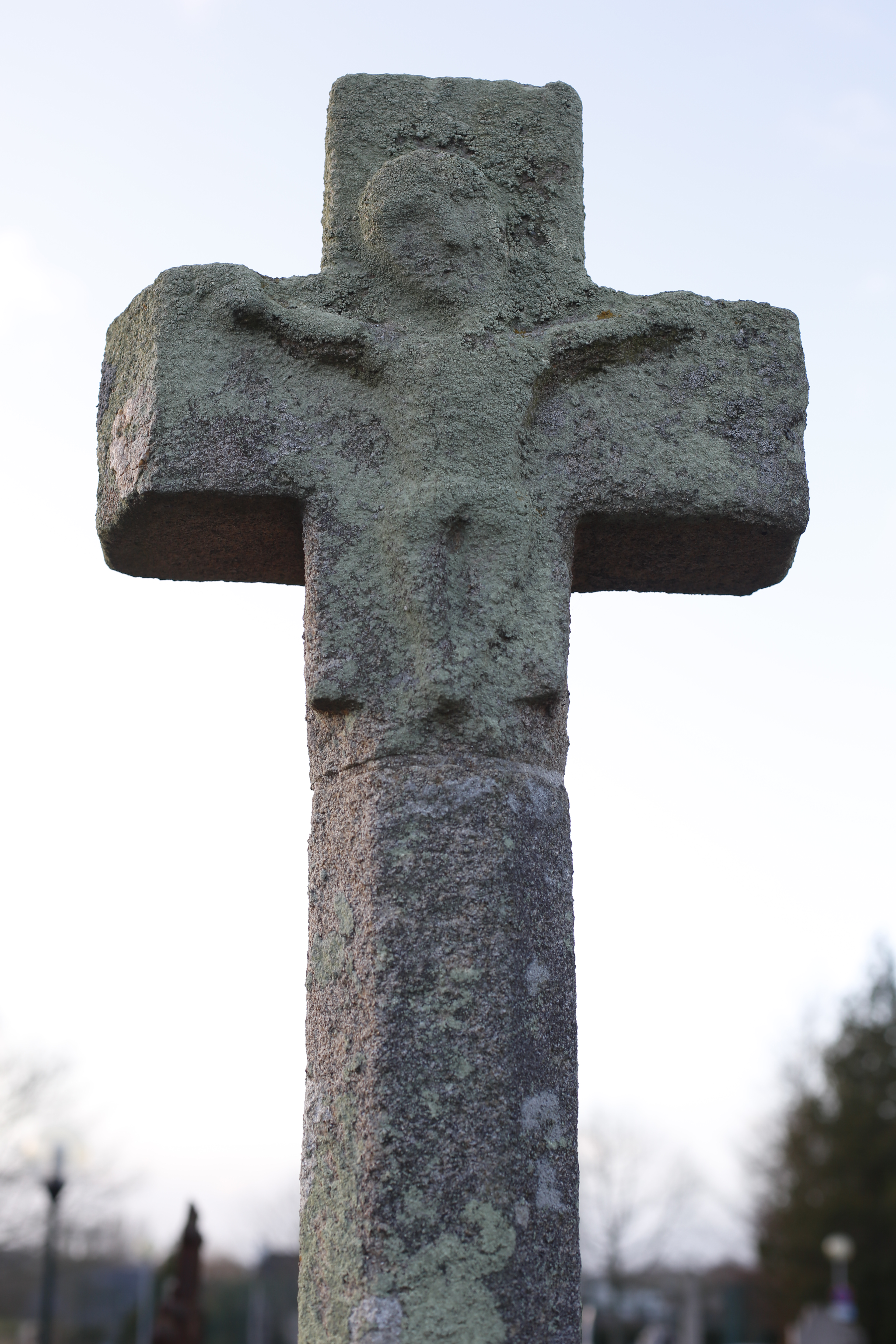
Christ en croix
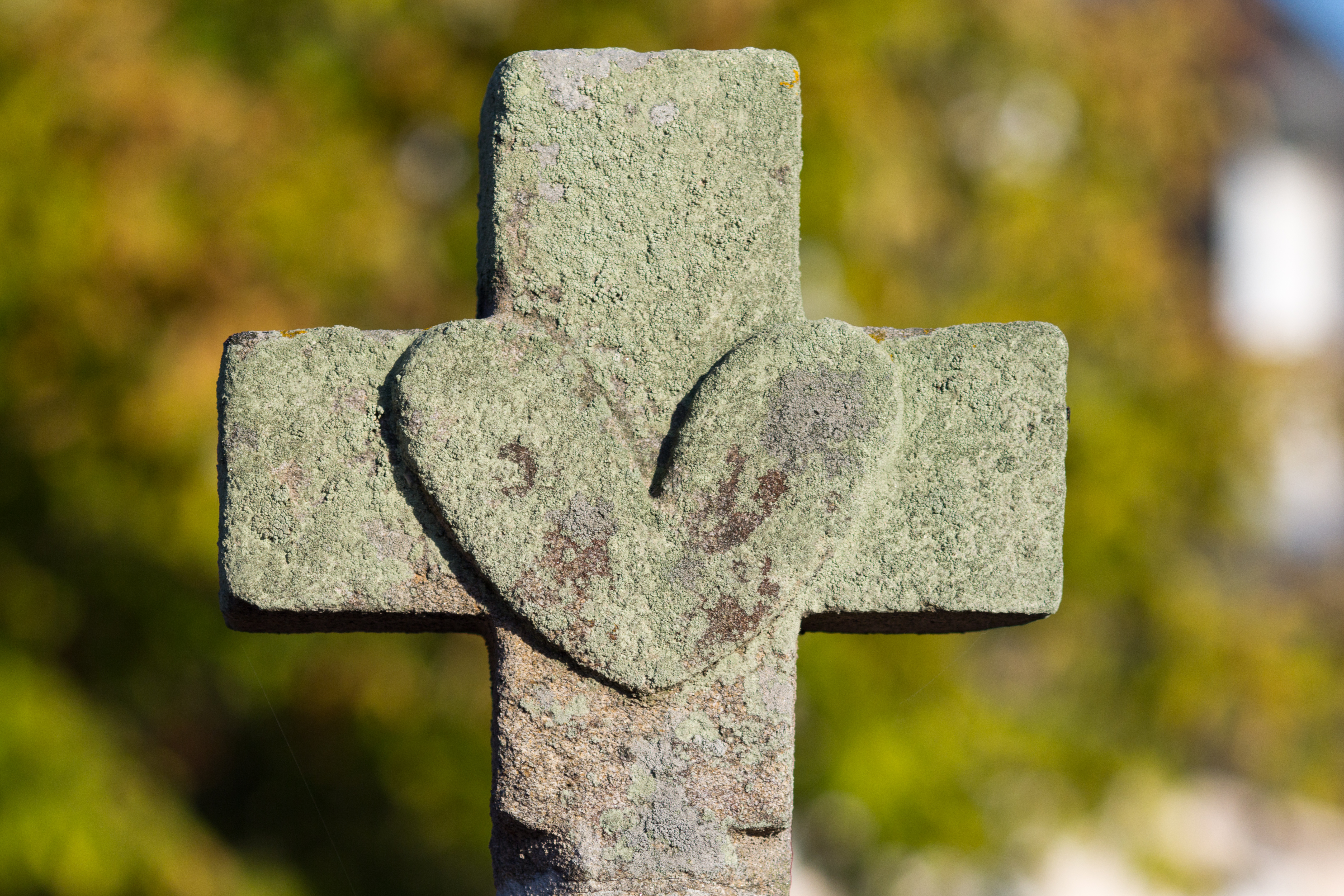
Cœur sculpté
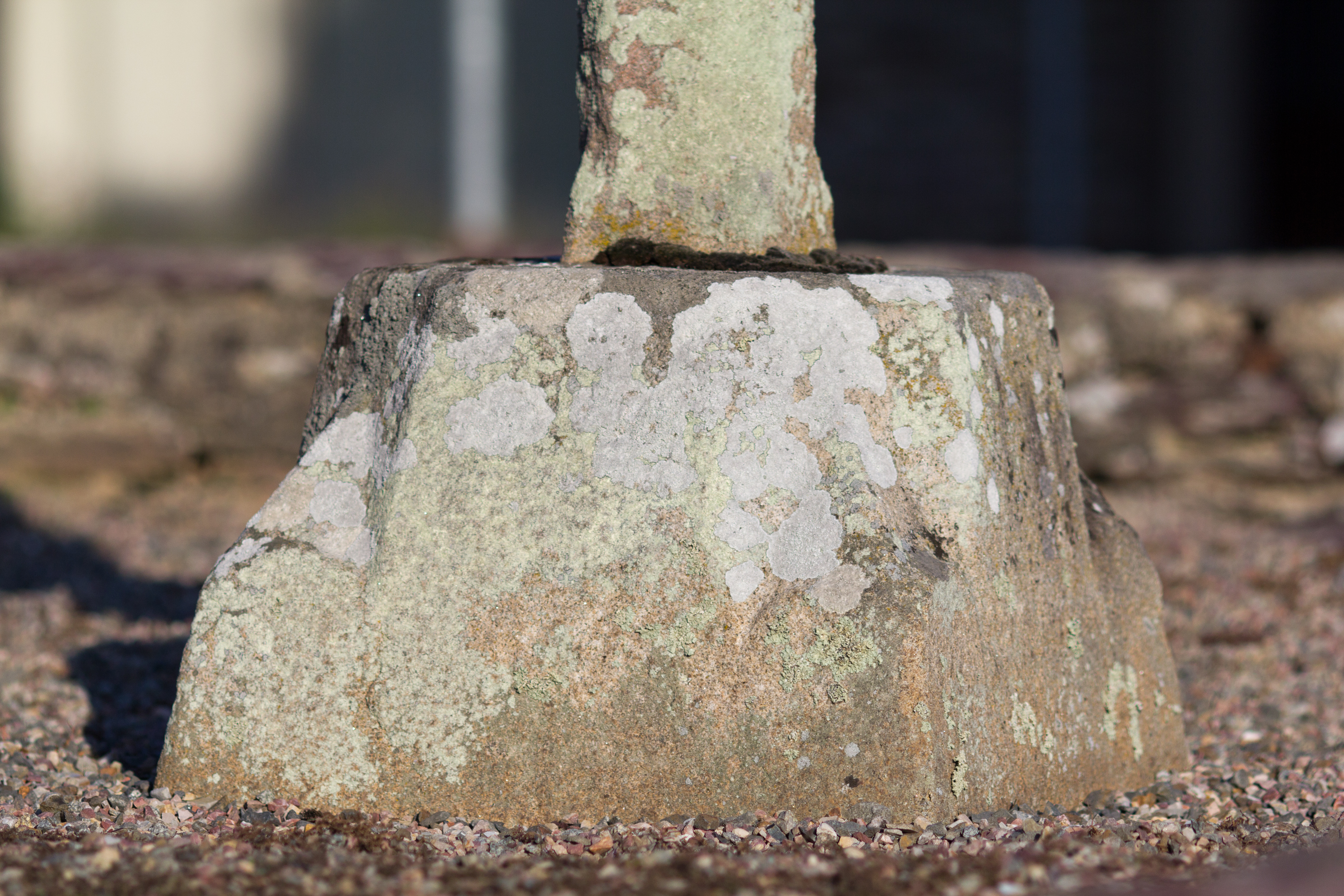
Socle